# Liste der Bodendenkmäler in Seybothenreuth
Auf dieser Seite sind die Bodendenkmäler in der oberfränkischen Gemeinde Seybothenreuth zusammengestellt. Diese Tabelle ist eine Teilliste der Liste der Bodendenkmäler in Bayern. Grundlage ist die Bayerische Denkmalliste, die auf Basis des Bayerischen Denkmalschutzgesetzes vom 1. Oktober 1973 erstmals erstellt wurde und seither durch das Bayerische Landesamt für Denkmalpflege geführt wird. Die folgenden Angaben ersetzen nicht die rechtsverbindliche Auskunft der Denkmalschutzbehörde.

## Bodendenkmäler in Seybothenreuth
| Lage       | Objekt | Akten-Nr.     | Bild |
| ---------- | --- | ------------- | ---- |
| (Standort) | Mittelalterlicher Turmhügel.                                                                                                  | D-4-6036-0020 |      |
| (Standort) | Freilandstation des Paläolithikums und des Mesolithikums, Siedlung vorgeschichtlicher und frühmittelalterlicher Zeitstellung. | D-4-6136-0007 |      |
| (Standort) | Vorgängerbau sowie Befunde des Mittelalters und der frühen Neuzeit im Bereich des ehemaligen Schlößchens von Seybothenreuth.  | D-4-6136-0032 |      |